# (4124) Herriot
(4124) Herriot (1986 SE) – planetoida z pasa głównego asteroid okrążająca Słońce w ciągu 4 lat i 239 dni w średniej odległości 2,79 j.a. Została odkryta 29 września 1986 roku w Kleť Observatory w pobliżu Czeskich Budziejowic przez Zdeňkę Vávrovą.